# Ensayo de Complementación de fragmentos de proteínas
El Ensayo de Complementación de fragmentos de proteínas, o PCA (Protein-fragment Complementation Assay), es un método para medir las interacciones proteína-proteína en sistemas biológicos. Esto es usado en el campo de la proteómica